# Saint-Martin-de-Salencey
 Saint-Martin-de-Salencey  es una población y comuna francesa, en la región de Borgoña, departamento de Saona y Loira, en el distrito de Charolles y cantón de La Guiche.

## Demografía
| 189 | 186 | 150 | 125 | 102 | 116 |
| Para los censos de 1962 a 1999 la población legal corresponde a la población sin duplicidades (Fuente: INSEE [Consultar]) |     |     |     |     |     |